# Direttore sportivo (ciclismo)
Nel linguaggio del ciclismo su strada, il termine direttore sportivo (derivato dal francese directeur sportif e comunemente indicato dai media sportivi con l'acronimo DS) indica la figura alla quale compete dirigere una squadra durante una corsa. A livello professionistico, il direttore sportivo segue la propria squadra da un'auto di servizio (definita ammiraglia) al fine di poter comunicare agevolmente con i corridori, con lo staff tecnico e con gli ufficiali di gara via radio.

## Ruolo
Il direttore sportivo informa i corridori dell'eventuale presenza di ostacoli o di terreni impegnativi, aggiorna costantemente la squadra sugli sviluppi della situazione in gara, e in caso di necessità fornisce assistenza meccanica e cure mediche di primo soccorso. Di solito, a bordo della stessa auto ammiraglia è coadiuvato da un meccanico in possesso di bici di ricambio, di ruote e di vari altri componenti. Durante la corsa fornisce inoltre borracce ed alimenti.
Negli anni più recenti, la figura del direttore sportivo ha assunto maggiore importanza sotto il profilo tattico, allo scopo di migliorare la coesione e la competitività della squadra ciclistica: egli può dunque impartire indicazioni strategiche e dare ordini ai corridori. Inoltre, può essere coinvolto nel loro allenamento e nei programmi delle gare.